# Maurice De Weert
Maurice De Weert (Adegem, 23 november 1862 - Gent, 7 januari 1930) was een Belgisch liberaal politicus.

## Levensloop
De Weert was een zoon van de burgemeester van Adegem. Na rechtenstudies aan de Gentse universiteit schreef hij zich in aan de Gentse balie. Hij huwde met kunstenares Anna Cogen, een kleindochter van Karel Lodewijk Ledeganck.
Als liberaal zetelde hij vanaf 1904 in de Gentse gemeenteraad. In 1909 was hij kort schepen, en opnieuw vanaf 1911 als rechterhand van Emile Braun. Tijdens de Eerste Wereldoorlog kwam hij vaak in conflict met de Duitse bezetter. Samen met Braun werd hij uiteindelijk als politiek gevangene in 1917 gedeporteerd naar Duitsland. Na zijn terugkeer in Gent werd hij opnieuw schepen, tot hij in 1921 de actieve politiek verliet.
De Maurice De Weertstraat in Gent brengt zijn naam in herinnering.